# Ponte dei Leoni (San Pietroburgo)
Il Ponte dei Leoni o Ponte dei quattro Leoni (in russo  Львиный мост, Мост о четырех львах?) è un ponte pedonale a struttura metallica che attraversa il Canale Griboedov a San Pietroburgo. Prende il nome dalle quattro statue raffiguranti leoni che si trovano alle sue estremità, dalle cui bocche escono i cavi che sorreggono la struttura.

## Storia

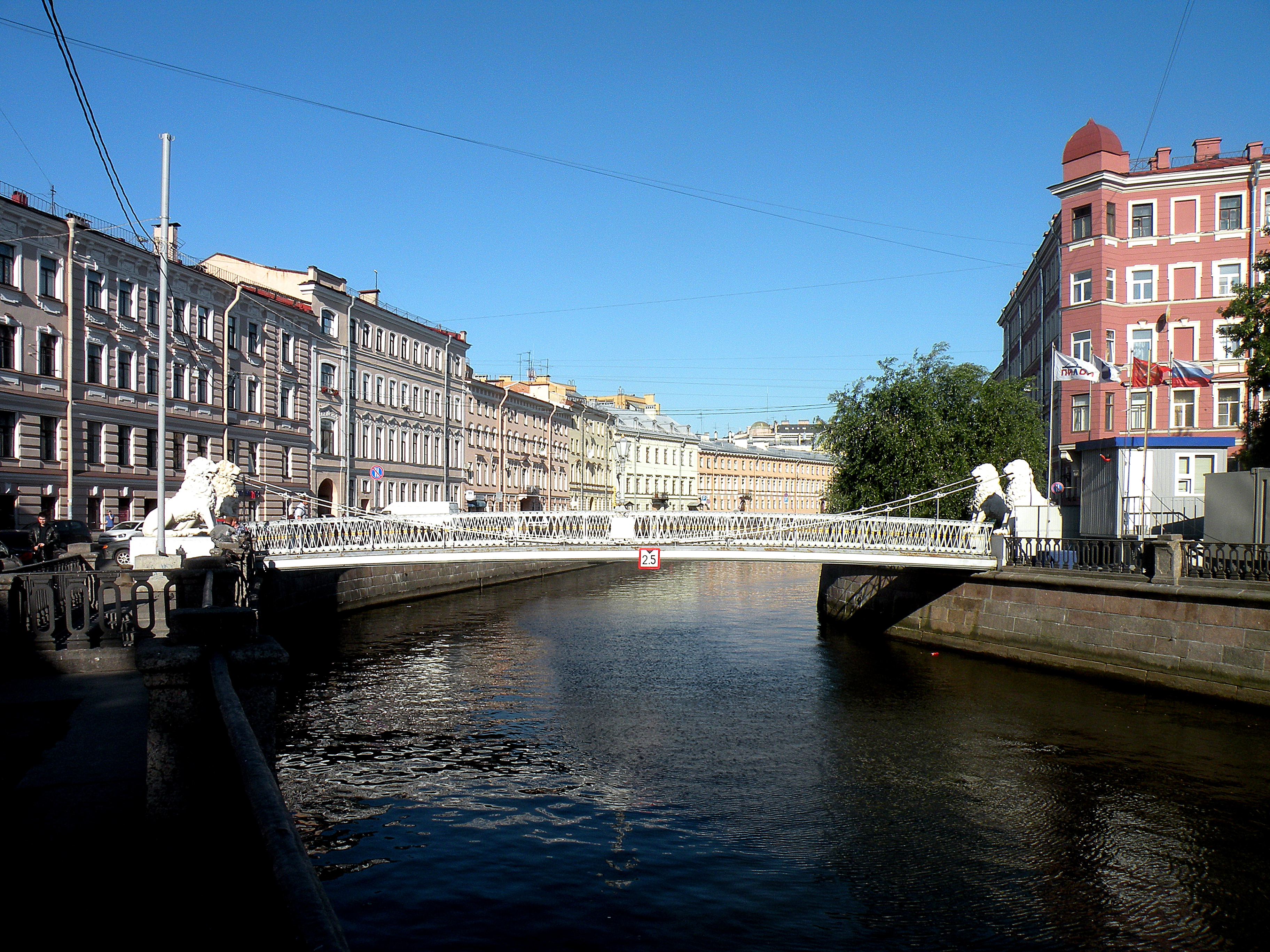
Il ponte al di sopra del canale Griboedov

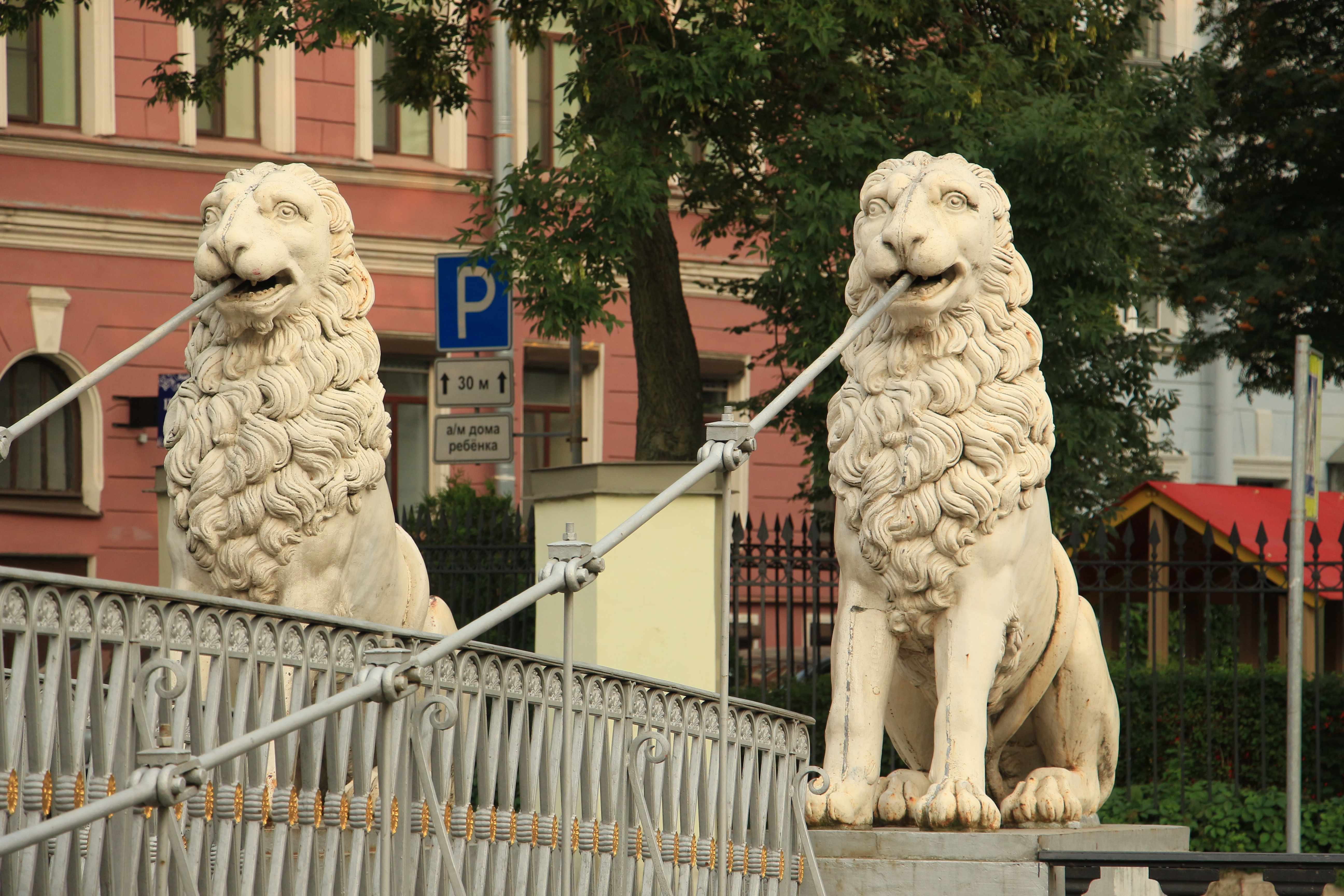
Dettaglio delle sculture dei leoni

Analogamente ad altri ponti che attraversano il canale Griboedov, canale artificiale realizzato intorno al 1739 che collega il canale Mojka con il Fontanka, fu realizzato tra il 1825 e il 1826 su progetto dell'ingegnere di origine tedesca Wilhelm von Traitteur (conosciuto anche come Vasily Karlovich Traitteur o Tretter in Russia) con la collaborazione dell'ingegnere russo Vasily Andreevich Khristianovich, progettisti anche del Ponte della Banca, del Ponte egiziano, del Ponte Počtamtskij e di altri ponti sui canali Fontanka e Mojka. È stato aperto al transito pedonale il 1 luglio 1826.
Durante gli anni il ponte è stato oggetto di diversi interventi di manutenzione : nel 1880 le originali ringhiere decorative furono sostituite da più semplici inferriate in ferro battuto, furono rimosse le due lanterne al centro del ponte e le sculture dei leoni furono ricolorate rendendole più scure.

Nel 1951 le originali capriate in legno furono sostituite da travi in acciaio e nel 1954 ebbe luogo un restauro generale che riportò il ponte all'aspetto originale, ripristinando le ringhiere decorative, le lampade e il colore chiaro dei leoni. 
Infine un nuovo restauro completo del ponte e delle sculture ha avuto luogo nel 2000.

## Descrizione
Il Ponte dei leoni è un ponte sospeso a campata unica, lungo complessivamente 27,8 metri e largo 2,4 metri, sorretto da due catene metalliche collegate alla quattro statue di leoni che si trovano alle sue estremità. L'impalcato è costituito da travi in metallo, installate nel 1951 in sostituzione delle originali capriate in legno, su cui poggiano traversine in legno.
Le statue dei leoni, che fungono anche da pilastri per le catene, sono state realizzate in metallo su progetto dello scultore russo Pavel Petrovich Sokolov, autore anche delle sculture dei grifoni del Ponte della Banca e delle sfingi del Ponte egiziano, e verniciate di un colore bianco opaco che ricorda il colore del marmo. All'interno dei leoni, per proteggerle dalla ruggine, le catene sono state inserite all'interno di tubi di ghisa riempiti di cera.

## La copia del ponte
Nel 1838 l'architetto tedesco Ludwig Ferdinand Hesse realizzò una copia del ponte di 17,3 metri di lunghezza e 2 di larghezza all'interno del Großer Tiergarten di Berlino. Conosciuto come Löwenbrücke, è stato il primo ponte sospeso della città. Il ponte è stato danneggiato durante la Seconda guerra mondiale e ricostruito nel 1957, conservando una struttura portante in legno come nella versione originale, ma nel 2008 è stato chiuso al transito per problemi di stabilità. Secondo le intenzioni iniziali avrebbe dovuto essere ricostruito nel 2014, ma in tale data è stato smantellato, lasciando solo le sculture dei leoni sulle sponde, rinviando la ricostruzione a data da destinarsi.